# Peter Gregory
Peter Gregory(Eastbourne, 25 de Julho de 1992), é um futebolista inglês que atua como lateral-direito ou meia direita. Atualmente, defende o Portsmouth.
Ele estreou com a camisa do Pompey na partida contra o Coventry City, após sair do banco